# Mesocnemis dupuyi
Mesocnemis dupuyi – gatunek ważki z rodziny pióronogowatych (Platycnemididae). Występuje w Afryce Zachodniej; stwierdzony w Gambii i Senegalu.